# Waterloo (Oregón)
Waterloo es un pueblo del condado de Linn, Oregón, Estados Unidos. Tiene una población estimada, a mediados de 2023, de 223 habitantes.

## Geografía
Está ubicado en las coordenadas 44°29′41″N 122°49′27″O / 44.49472, -122.82417 (44.494663, -122.824265).

## Demografía
Según la estimación 2018-2022 de la Oficina del Censo, los ingresos medios de los hogares de la localidad son de $76,250 y los ingresos medios de las familias son de $82,667. Alrededor del 5.0% de la población está por debajo de la línea de pobreza.